# Hallongrottan
Hallongrottan - böcker och kuriosa var en bokhandel med feministisk och hbt-inriktning i Hornstull i Stockholm. Bokhandeln startades upp av serietecknaren Bitte Andersson 2006. Hallongrottan stängde ner den fysiska butiken 2013. 2007 belönades Hallongrottan med RFSL-Stockholms pris Regnbågspriset.